# Oreochromis karomo
Oreochromis karomo é uma espécie de peixe da família Cichlidae.
É endémica de Tanzânia.
Os seus habitats naturais são: rios, pântanos e deltas interiores.